# Verzy
Verzy è un comune francese di 1 078 abitanti situato nel dipartimento della Marna nella regione del Grand Est.

## Società

### Evoluzione demografica
Abitanti censiti

## Curiosità
La foresta di Verzy era famosa per i suoi faggi, particolarmente inquietanti e contorti, che si credeva fossero dimora di streghe e demoni.